# Alan Budikusuma
Alexander Alan Budikusuma (født 29. marts 1968 i Surabaya), indonesisk badmintonspiller som deltog i de olympiske lege 1992 i Barcelona og 1996 i Atlanta.
Budikusuma blev olympiske mester i badminton under Sommer-OL 1992 i Barcelona. Han vandt singleturneringen i badminton foran sin landsmand Ardy Wiranata og semifinalisterne som begge tabte og fik bronzemdaljer Thomas Stuer-Lauridsen fra Danmark og Hermawan Susanto fra Indonesien.